# Ромашин, Анатолий Владимирович
Анато́лий Влади́мирович Рома́шин (1 января 1931, Ленинград, РСФСР, СССР — 8 августа 2000, Пушкино, Московская область, Россия) — советский и российский актёр театра, кино и дубляжа, кинорежиссёр, преподаватель. Лауреат Государственной премии СССР (1977). Народный артист РСФСР (1982).

## Биография

### Ранние годы
Анатолий Ромашин родился 1 января 1931 года в Ленинграде. Отец — Владимир Васильевич Ромашин, рабочий. Мать — Лидия Николаевна Оррен, родом из Эстонии, эстонка по национальности, служила горничной в эстонской семье, плохо говорила по-русски. Брат — Владимир (1932—2012), оперный певец.
В годы Великой Отечественной войны (1941—1945) Анатолий вместе с семьёй пережил блокаду Ленинграда, откуда был эвакуирован 26 апреля 1942 года последним эшелоном по «Дороге жизни» через Ладожское озеро. Суровое воспитание матери не только помогло братьям Ромашиным выжить во время войны, но и дало закалку на всю жизнь.
С юности занимался боксом (имел 1-й разряд), играл в теннис.
В 1954 году приехал в Москву поступать в театральный вуз, а до этого три года проходил военную службу по призыву в рядах Советской армии. Служил на Тихоокеанском флоте, был командиром торпедного катера. Во время службы на флоте Ромашин совершил героический поступок, за который был награждён грамотой ЦК ВЛКСМ и наручными часами от командующего флотом.
В 1959 году окончил актёрский факультет Школы-студии (ВУЗа) имени В. И. Немировича-Данченко при МХАТ СССР имени М. Горького (курс Виктора Яковлевича Станицына).

### Карьера
С 1959 года — актёр Московского академического театра имени Владимира Маяковского, на сцене которого сыграл во множестве театральных постановок по произведениям Александра Островского, Фёдора Достоевского, Михаила Булгакова, Бертольта Брехта: Рисположенский в «Банкроте», Князь К. в «Дядюшкином сне», Голубков в «Беге», Эйлиф в «Мамаше Кураж и ее детях». В 1984 году ушёл из Театра имени Маяковского, а в 1990 году вернулся и ещё два года прослужил в его труппе. Одной из последних и лучших его ролей в этом театре была роль Клима Самгина в постановке Андрея Гончарова «Жизнь Клима Самгина» по одноимённому роману Максима Горького.
В период с 1984 по 1990 годы снялся более чем в 15 фильмах: «Успех» (1984), «Борис Годунов» (1986), «Чичерин» (1986), «Друг» (1987), «Десять негритят» (1987), «Благородный разбойник Владимир Дубровский» (1988), «Этюды о Врубеле» (1989) и многих других.
Широкую известность Анатолий Ромашин получил после выхода на советские экраны в 1985 году исторического художественного фильма Элема Климова «Агония» (1974), где исполнил роль Императора Всероссийского Николая II, ставшую, по мнению критиков, одной из самых блестящих его работ. Сочувственно созданный актёром гуманистический образ последнего русского царя стал одной из главных причин того, что фильм о Григории Распутине был первоначально запрещён и несколько лет пролежал на полках.
С 1986 года являлся руководителем актёрской мастерской на актёрском факультете Всероссийского государственного института кинематографии имени С. А. Герасимова (ВГИКа), профессор. Его учениками были Анна Михалкова, Алёна Бабенко, Эвклид Кюрдзидис.
В 1989 году в качестве режиссёра-постановщика снял в Кишинёве (Молдавская ССР) драматический художественный фильм «Без надежды надеюсь», где также сыграл главную роль писателя Косташа.
Участвовал в спектаклях Московского театра «Школа современной пьесы».
С 1992 года до последних дней своей жизни играл в Московском государственном «Театре Луны» под руководством Сергея Проханова, где был занят в спектаклях «Фауст», «Ночь нежна», «Византия».
По мнению критиков, Ромашин был актёром, идеально подходящим на роли русских интеллигентов, а также подлинных, и опустившихся, и слабых, и даже «неопределившихся» советских интеллигентов. В его творческой карьере было немало таких ролей.

### Личная жизнь
Анатолий Ромашин был женат четыре раза на трёх женщинах. От каждой жены у актёра есть по одному ребёнку: от первой — дочь Татьяна, от второй — дочь Мария, от третьей — сын Дмитрий.
В первый раз он взял в жёны Галину. В браке с ней у него родилась дочь Татьяна, ставшая впоследствии диктором на телевидении.
Его второй женой, на которой он женился дважды, была Маргарита Петровна Мерино (род. 14 января 1943, Ташкент, Узбекская ССР; после повторного заключения брака — Ромашина), актриса испанского происхождения, выпускница 1966 года ВГИКа (актёрская мастерская Бориса Бабочкина), дочь бывшего испанского командира 35-й интернациональной дивизии во время Гражданской войны в Испании (1936—1939) Педро Матео, поступившего в начале Второй мировой войны (1939—1945) в Военную академию имени М. В. Фрунзе в Москве, которая в 1942 году была эвакуирована в Ташкент. В этом браке 13 января 1966 года родилась дочь Мария, которую назвали в честь бабушки отца, Марии Дмитриевны. В марте 1966 года, сразу после развода Ромашина с первой женой Галиной, Анатолий и Маргарита расписались (свою девичью фамилию Маргарита не меняла). Свидетелем в ЗАГСе был друг и однокурсник Анатолия Александр Лазарев. В 1972 году супруги развелись и Маргарита с дочерью уехали в Барселону. Через четыре года они вернулись в Москву и Анатолий во второй раз женился на Маргарите (после повторного заключения брака она взяла фамилию мужа). Во втором браке супруги прожили ещё семь лет.
Третьей и последней женой Анатолия стала актриса Юлия Борисовна Иванова (после замужества — Ромашина; сценический псевдоним — Юлианна Оррен; род. 30 июля 1971, называет себя киевлянкой), выпускница 1993 года ВТУ имени Б. В. Щукина в Москве (художественный руководитель курса — Альберт Григорьевич Буров), затем служившая вместе с мужем в труппе Московского государственного «Театра Луны». Познакомились Анатолий и Юлия в 1989 году на съёмках фильма «Этюды о Врубеле» в Черновцах (в этом фильме Юлия снялась в эпизодической роли). Юлианна была младше супруга на 40 лет. Около двух лет они прожили вместе в незарегистрированном браке, а в 1991 году заключили брак и повенчались в Церкви Всех Святых. В 1997 году, когда Анатолию исполнилось 66 лет, у супругов родился сын Дмитрий, крёстным отцом которого стал Мстислав Ростропович. По состоянию на 1 июня 2018 года, Дмитрий являлся студентом второго курса МГИМО.

### Гибель

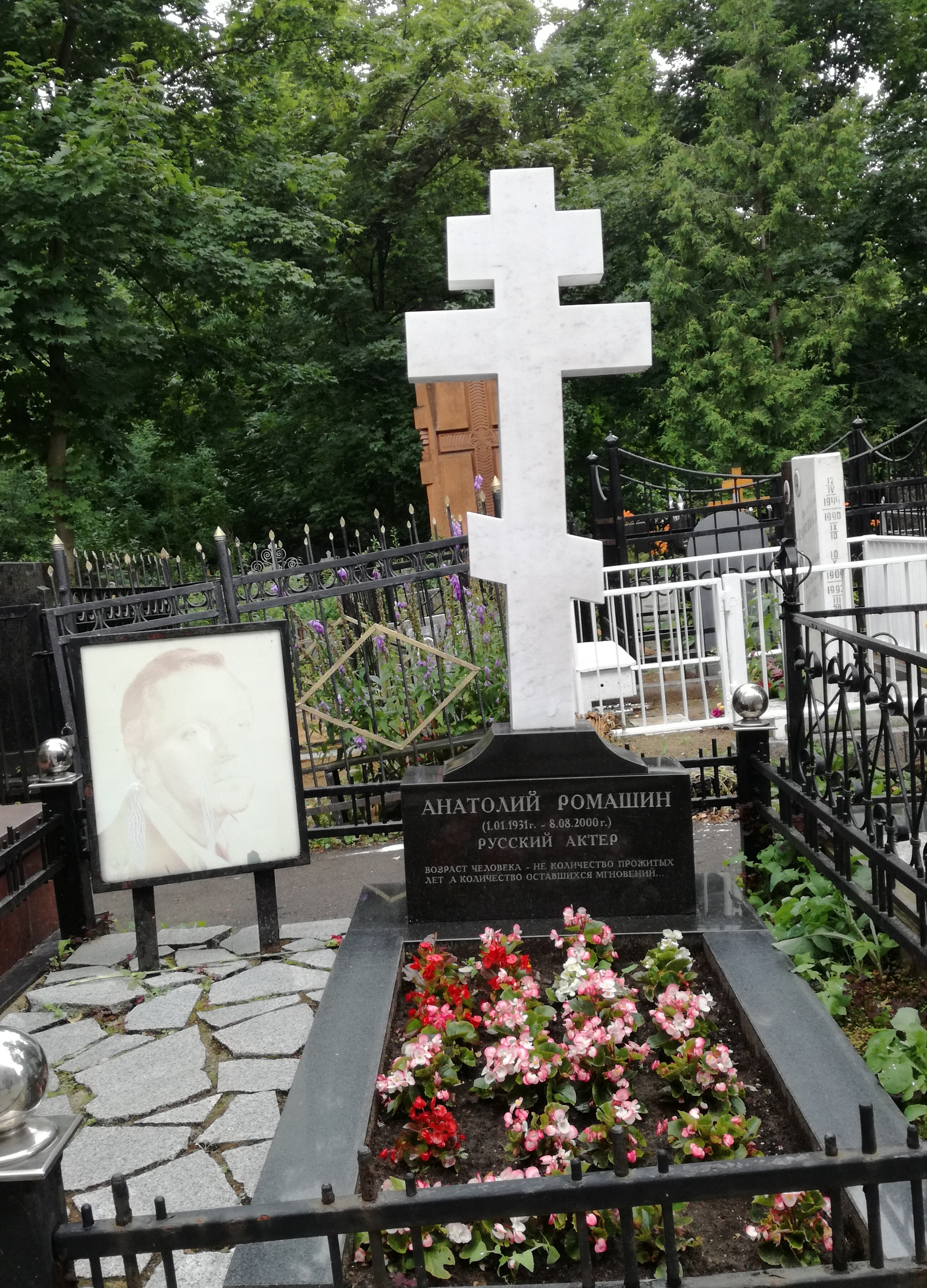
Могила Анатолия Ромашина на Ваганьковском кладбище в Москве

Анатолий Ромашин погиб в возрасте 69 лет в результате несчастного случая вечером 8 августа 2000 года неподалёку от города Пушкино Московской области — на актёра упала огромная старая сосна, которую он в тот момент пытался спилить на собственной даче. 11 августа, после отпевания в Храме Всех Святых в Сокольниках и гражданской панихиды в Белом зале Центрального дома кино, актёр похоронен на Ваганьковском кладбище в Москве. Спустя полгода сгорела и дача.

## Творчество

### Театр
Московский академический театр имени Владимира Маяковского
- «Мамаша Кураж и её дети» Б. Брехта — Эйлиф
- «Соловьиная ночь» В. И. Ежова — Тимофеев
- «Дети Ванюшина» С. А. Найдёнова — Павел Сергеевич Щёткин
- «Конец книги шестой» Е. Брошкевича — Иоанн IV
- «Дядюшкин сон» Ф. М. Достоевского — Князь
- «Человек из Ламанчи» — Герцог и Карраско
- «Банкрот, или Свои люди — сочтёмся!» А. Н. Островского — Сысой Псоич Рисположенский
- «Беседы с Сократом» Э. С. Радзинского — Мелет
- «Энергичные люди» В. М. Шукшина — Аристарх Кузькин
- «Венсеремос!» по пьесе «Интервью в Буэнос-Айресе» Генриха Боровика (совместная постановка Андрея Гончарова и Анатолия Ромашина)
- «Бег» М. А. Булгакова — Сергей Павлович Голубков
- «Жизнь Клима Самгина» по одноимённому роману Максима Горького (постановка — Андрей Гончаров) — Клим Иванович Самгин

### Фильмография
Актёрские работы
- 1958 — Ветер — ротмистр
- 1961 — Длинный день — Владимир Иванович, инженер
- 1962 — На семи ветрах — Костя Славин, парторг
- 1963 — Знакомьтесь, Балуев! — Борис Шпаковский
- 1963 — Именем революции — Феликс Эдмундович Дзержинский
- 1964 — Помни, Каспар… — Каспар Гролта
- 1965 — Гиперболоид инженера Гарина — Вольф, профессор
- 1966 — Утоление жажды — Александр Зурабов, журналист
- 1966 — «Циклон» начнётся ночью — Либель, обер-лейтенант, советский разведчик
- 1967 — Седьмой спутник — поручик
- 1967 — Сильные духом — Рудди, немецкий обер-лейтенант (озвучил Олег Голубицкий)
- 1968 — Освобождение — Василий Митрофанович Шатилов, генерал-майор, командир 150-й стрелковой дивизии
- 1970 — Угол падения — Григорий Константинович Горчилич, военный капитан
- 1971 — Егор Булычов и другие — Андрей Звонцов, муж Варвары
- 1971 — Девушка из камеры № 25 — Виктор Николаевич Голицын («Мужик»), разведчик (озвучил Анатолий Кузнецов)
- 1971 — Минута молчания — Валерий Борисович Краюшкин сын рядового Краюшкина
- 1972 — Бой с тенью — Тарасов, актёр, ухажёр Ларисы
- 1972 — Хроника ночи — Глеб Александрович Чухнин, доктор
- 1972 — Свеаборг — Николай II, Император Всероссийский
- 1972 — Любить человека — Архангельский, бывший муж Марии Владимировны Калмыковой
- 1974 — Совесть — Валентин Викторович Кудрявцев
- 1974 — Агония — Николай II, Император Всероссийский
- 1974 — Мегрэ и старая дама — Тео Бессон, старший брат
- 1975 — Следствие ведут ЗнаТоКи. Дело № 10 «Ответный удар» — Борис Львович Бах, инженер
- 1975 — Время её сыновей — Эдуард Макарович Михалевич, врач, руководитель Ивана Гуляева
- 1975 — Горожане — пассажир такси, сотрудник министерства
- 1975 — Такая короткая долгая жизнь — Фёдор Андреевич
- 1976 — Дни хирурга Мишкина — Алексей Борисов, хирург, коллега Евгения Львовича Мишкина
- 1976 — По волчьему следу — Павел Тимофеевич Эктов, капитан, начальник штаба антоновцев
- 1976 — Псевдоним: Лукач — Кольцов
- 1976 — Неоконченная пьеса для механического пианино — Герасим Кузьмич Петрин, рассказчик небылиц
- 1976 — В одном микрорайоне — Геннадий Максимович Борисов, руководитель НИИ, преподаватель МАТИ, муж Нади, отчим Лены, председатель домкома
- 1977 — Воскресная ночь — Денис иванович Размыслович, прокурор
- 1977 — Встреча на далёком меридиане — Мартин Филиппс, сотрудник американского посольства в Москве
- 1978 — Младший научный сотрудник (к/м) — Георгий Владимирович Иверцев, директор НИИ, профессор (озвучил Игорь Ефимов)
- 1978 — Соль земли — Захар Николаевич Великанов
- 1978 — Жизнь Бетховена — Франц Вегелер, ближайший друг Бетховена, профессор медицины, ректор Боннского университета
- 1978 — Маршал революции — Пётр Николаевич Врангель
- 1978 — Фотографии на стене — отец Сергея (озвучил Алексей Золотницкий)
- 1978 — Однофамилец — Василий Корольков, учёный, муж Валентины Лазаревой
- 1979 — Антарктическая повесть — Андрей Иванович Гаранин, метеоролог
- 1979 — Где ты был, Одиссей? — Карл Эрлих, штурмбаннфюрер СС
- 1979 — Прилетал марсианин в осеннюю ночь — полковник
- 1979 — Сцены из семейной жизни — Игорь Николаевич Мартынов, отец Кати
- 1979 — Точка отсчёта —
- 1979 — Кузнечик — Олег Сергеевич Градов, профессор филологии, любовник Лены Кузнецовой
- 1979 — Выгодный контракт — Анатолий Владимирович Киреев, подполковник КГБ
- 1980 — Мнимый больной — Берольд
- 1980 — Белый снег России — Чебышев
- 1980 — Долгие дни, короткие недели — Антонов
- 1980 — Путь к медалям — Николай Сергеевич Тверцов, тренер женской сборной СССР по волейболу
- 1980 — Копилка — Кокарель, «король брачных дел»
- 1981 — Две строчки мелким шрифтом — Григорий Григорьевич, директор Института истории
- 1981 — Незваный друг — Юрий Первак, учёный-химик
- 1981 — Ответный ход — Нефёдов, генерал-майор, командующий силами «Северных»
- 1981 — Танкодром — Владимир Георгиевич Ачкасов, генерал-лейтенант
- 1981 — Твой брат Валентин (к/м) — Виталий Андреевич Суханов, профессор
- 1981 — Долгий путь в лабиринте — Станислав Оттович Белявский, врач
- 1981 — Чёрный треугольник — Виталий Олегович Борин, начальник Московской сыскной полиции
- 1982 — Грачи — Белодед, следователь
- 1982 — День рождения — Пётр Максимович Зверев, директор отраслевого объединения
- 1982 — Пространство для манёвра[20] — Александр Константинович Егоров, новый руководитель отдела конструкторского бюро
- 1982 — Смерть на взлёте — Борис Васильевич Смолин, сотрудник КГБ
- 1983 — Взятка. Из блокнота журналиста В. Цветкова — Сергей Кузьмич Курихин
- 1983 — Гори, гори ясно… — Василий Степанович, главный инженер
- 1983 — Рецепт её молодости — Коленатый, адвокат, отец Кристины
- 1983 — Люблю. Жду. Лена — Александр Демьянович, отец Ольги
- 1983 — Анна Павлова — Александр Николаевич Бенуа
- 1984 — Герой её романа — Берсенев
- 1984 — Успех — Николай Николаевич Князев, актёр
- 1984 — Столкновение — Александр Антанович Казюкенас
- 1984 — Дорога к себе — Андрей Степанович, отец Веньки
- 1985 — Грубая посадка — Сергей Иванович Соловьёв, полковник, командир полка
- 1985 — Любимец публики — Никита Ионович Лопатин, дрессировщик
- 1985 — Тётя Маруся — Сергей Прокофьевич
- 1986 — Борис Годунов — Василий Иванович Шуйский
- 1986 — Семь криков в океане — капитан пассажирского судна «Spes»
- 1986 — Кто войдёт в последний вагон — Вадим Витальевич Панкратов, переводчик
- 1986 — Потерпевшие претензий не имеют — Шатохин, прокурор
- 1986 — Чичерин — Сергей Иванович Скопин, полковник, военный консультант (прототип — генерал Владимир Евстафьевич Скалон)
- 1986 — Дорогой Эдисон! — Станислав Вениаминович Ивинский, учёный
- 1986 — За Ветлугой-рекой — Георгий Егорович, руководитель ансамбля
- 1987 — Десять негритят — Эдвард Армстронг, доктор
- 1987 — Доченька — Павел Васильевич
- 1987 — Друг — прежний хозяин собаки по кличке «Друг»
- 1987 — К расследованию приступить. Фильм второй. «Клевета» — Сазонов
- 1987 — Пять писем прощания — Пётр Савицкий
- 1987 — Случай из газетной практики — Вениамин Юрьевич Василенко
- 1988 — Благородный разбойник Владимир Дубровский — князь Верейский
- 1989 — Без надежды надеюсь — Косташ, писатель
- 1989 — Этюды о Врубеле — Адриан Викторович Прахов, меценат
- 1991 — Волкодав — Фёдор Иванович Степанищев («Казначей»)
- 1991 — Смерть в кино — Сергей Сергеевич Иванцов, номенклатурный работник, зампред горисполкома
- 1991 — Плащаница Александра Невского — священник
- 1991 — Коктейль-мираж — Василий Васильевич
- 1991 — Высший класс — Пётр Аркадьевич
- 1992 — Грех — Сергей Сергеевич Чайковский
- 1992 — Месть пророка — Преображенский, доктор
- 1992 — Ключ — Сергей Васильевич Федосьев, глава политической полиции
- 1993 — Желание любви — Павел Афанасьевич Круковский
- 1995 — Дом — Григорий Матвеевич Фамусов
- 1998 — Незримый путешественник — Никита Григорьевич Волконский, князь
- 1998 — Самозванцы — Анатолий Фёдорович
- 2000 — Третьего не дано —
- 2000 — Романовы. Венценосная семья[7] —
- 2001 — Часы без стрелок — Владимир Афанасьевич, отец Нели (фильм вышел после смерти актёра)
- 2004 — Сага древних булгар. Сказание Ольги Святой —   (фильм вышел после смерти актёра)
- 2004 — Сага древних булгар. Сага о любви дочери Чингисхана —   (фильм вышел после смерти актёра)
- 2007 — Джоконда на асфальте — бомж (фильм вышел после смерти актёра)
- 2008 — Тени Фаберже — Карл Густав Фаб, реинкарнация ювелира Карла Фаберже (фильм вышел после смерти актёра)

Режиссёрские работы
- 1989 — Без надежды надеюсь

Озвучивание
- 1969 — Красная палатка — Дзаппи (роль Луиджи Вануччи)
- 1972 — На углу Арбата и улицы Бубулинас — Мемос (роль Владимира Скоморовского)
- 1979 — Несколько дней из жизни И. И. Обломова — читает текст от автора
- 1980 — Спасатель — Николай Вараксин, режиссёр-документалист (роль Александра Кайдановского)
- 1981 — Ошибка Тони Вендиса — Джеймс Хаббард, частный детектив (роль В. Ятаутиса)
- 1985 — Грядущему веку — читает текст от автора
- 1985 — И на камнях растут деревья — читает закадровый русский текст
- 1989 — Оно — читает текст от автора

## Признание и награды

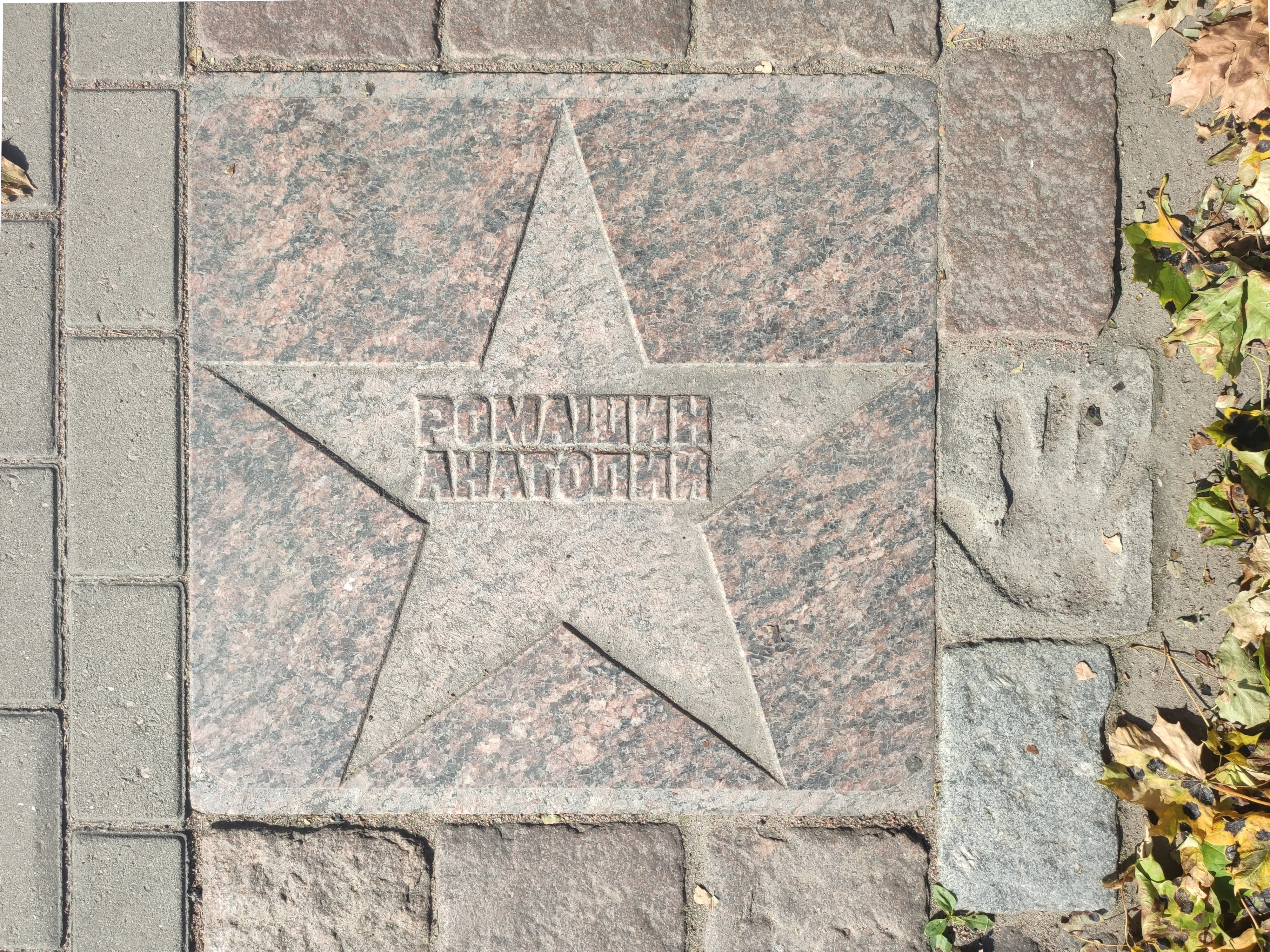
Звезда Анатолия Ромашина на Аллее актёрской славы в Выборге

- 1973 — почётное звание «Заслуженный артист РСФСР».
- 1977 — Государственная премия СССР — за постановку спектакля «Венсеремос!» по пьесе «Интервью в Буэнос-Айресе» Генриха Боровика (совместная постановка Андрея Гончарова и Анатолия Ромашина).
- 1982 — почётное звание «Народный артист РСФСР».

## Память
В 2000 году, после гибели актёра, в Московском государственном «Театре Луны» под руководством Сергея Проханова в память о народном артисте РСФСР Анатолии Ромашине была учреждена ежегодная внутритеатральная премия «Ромашка», лауреаты которой определяются по итогам зрительского голосования в двух номинациях — «Лучшая мужская роль» и «Лучшая женская роль».
Творчеству и памяти актёра посвящены документальные фильмы и телепередачи:
- 2001 — «„Чтобы помнили“. Анатолий Ромашин» («ОРТ»)
- 2002 — «„Пёстрая лента“. Анатолий Ромашин. Рецепт его молодости» («ТВС»)
- 2006 — «„Как уходили кумиры“. Анатолий Ромашин» («ДТВ»)
- 2008 — «„Последние 24 часа“. Анатолий Ромашин» («Первый канал»)
- 2010 — «Не спорь с Богом. Анатолий Ромашин» («Россия»)
- 2010 — «Лунное счастье Анатолия Ромашина» («ТВ Центр»)[22]
- 2011 — «Анатолий Ромашин. Три молнии в сердце» («Первый канал»)[23]
- 2011 — «Человек в шляпе. Анатолий Ромашин» («Культура»)[24]
- 2018 — «„Раскрывая тайны звёзд“. Анатолий Ромашин» («Москва Доверие»)[25].
- 2021 — «„Последний день“. Анатолий Ромашин» («Звезда»)
- 2022 — «„Легенды кино“. Анатолий Ромашин» («Звезда»)